# William Shakespeare

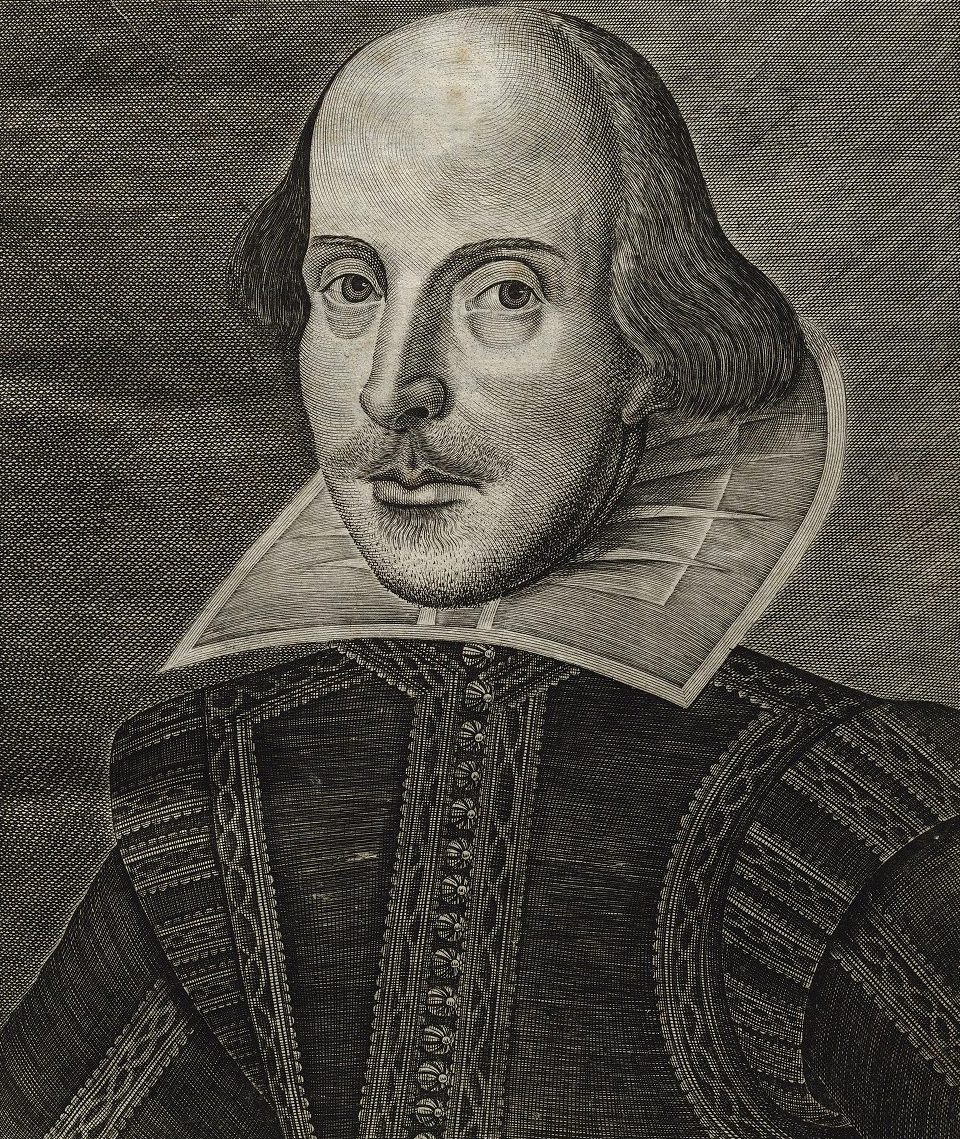
Der Porträt-Stich Shakespeares von Martin Droeshout auf dem Titel der „First Folio“ (1623)

William Shakespeare [ˈwɪljəm ˈʃeɪkspɪə] (getauft am 26. April 1564jul. in Stratford-upon-Avon; gestorben am 23. Apriljul. / 3. Mai 1616greg. ebenda) war ein englischer Dichter, Theaterunternehmer und Schauspieler, dessen Dramen zu den bedeutendsten Werken der Weltliteratur gehören. Das überlieferte Gesamtwerk umfasst um 38 Bühnenstücke, sechs Versdichtungen sowie 154 Sonette.

## Leben
Shakespeares Leben ist nur spärlich durch Dokumente belegt. Dies gilt insbesondere für die ersten Jahre in London, in denen er sich dort als Schauspieler und Dramatiker etablierte. Dies überrascht jedoch nicht bei einem jungen Mann, der weder der Aristokratie angehörte noch in Prozessakten oder in Urkunden von Grundstückstransaktionen erwähnt wurde.
Dass nur wenige Fakten von Shakespeares Biographie historisch gesichert sind, hatte unter anderem zur Folge, dass seine Urheberschaft an seinen Werken immer wieder angezweifelt wurde. Bis heute kursieren von der Forschung nicht gedeckte Spekulationen darüber, wer womöglich der „wahre“ Autor seiner Werke gewesen sein könnte. Zum anderen entstanden in den Jahrhunderten nach seinem Tod immer wieder Darstellungen seiner Persönlichkeit und seines Lebens, die sich von Epoche zu Epoche teilweise drastisch unterschieden. Das Shakespeare-Bild wurde trotz – oder gerade wegen – fehlender Nachweise immer neu an sich ändernde rezeptionsgeschichtliche Bedürfnisse und Ansprüche angepasst, um, je nach dem Blick auf seine Werke, die dazu passende Künstlerpersönlichkeit zu konstruieren.

### Frühe Jahre und Familie

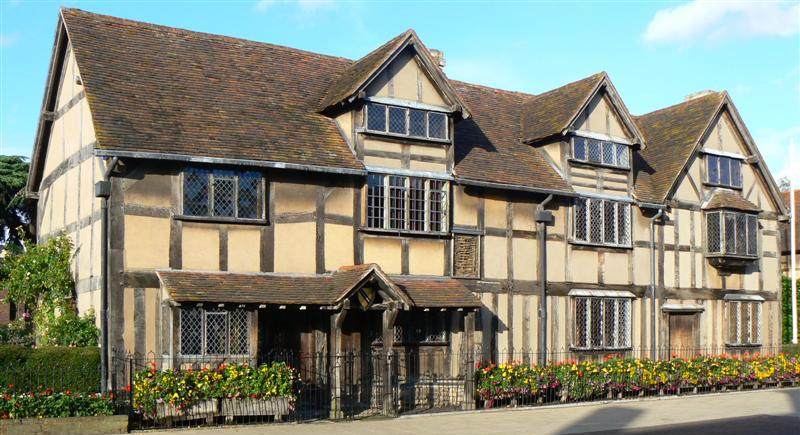
Shakespeares Geburtshaus

Shakespeares Geburtsdatum ist nicht überliefert. Laut Kirchenregister der Holy Trinity Church in Stratford-upon-Avon, Warwickshire, wurde er am 26. April 1564 getauft. Der Taufeintrag lautet auf Gulielmus filius Johannes Shakspere (deutsch William, Sohn des John Shakespeare). Seit dem 18. Jahrhundert wird oft der 23. April als sein Geburtstag genannt, doch diese Angabe ist nicht gesichert. Sie geht einerseits wohl darauf zurück, dass Shakespeare am gleichen Apriltag des Jahres 1616 verstorben ist und andererseits auf die unbelegte Annahme, es habe im elisabethanischen England ein Brauchtum gegeben, nach dem Kinder drei Tage nach ihrer Geburt getauft werden sollten. William Shakespeares Eltern waren John Shakespeare und Mary Arden, die einer wohlhabenden Familie entstammte. Sein Vater war freier Landbesitzer und brachte es in seiner Stadt zum Oberaldermann. Seit Ende der 1570er Jahre geriet er jedoch in finanzielle Schwierigkeiten und verlor sein Ansehen.
Wahrscheinlich hat William Shakespeare die Lateinschule (Grammar School) in Stratford-upon-Avon besucht und dort Unterricht in Latein, Griechisch, Geschichte, Morallehre und Dichtkunst erhalten. Der Unterricht einer Grammar School vermittelte Kenntnisse in Rhetorik und Poetik und leitete die Schüler auch zur Produktion kleiner Dramen nach dem Muster antiker Vorbilder an. Es gibt keine Anhaltspunkte dafür, dass Shakespeare wie andere zeitgenössische englische Dramatiker eine Universität besucht hat.
Im Alter von 18 Jahren heiratete er vermutlich am 30. November oder 1. Dezember 1582 Anne Hathaway (1556–1623), die acht Jahre ältere Tochter eines Großgrundbesitzers. Das Datum der Hochzeit ist nicht bekannt, das Aufgebot (marriage license report) wurde am 27. November 1582 bestellt. Dieses Datum des Aufgebots ist durch eine Eintragung im Register der Diözese Worcester beurkundet über die Erteilung einer Lizenz für die Heirat von «Willelmum Shaxpere et Annam Whateley». Der Mädchenname der Braut steht offenbar fälschlicherweise für «Hath(a)way». Am 28. November 1582 ist beim Konsistorium der zuvor genannten Diözese eine Bürgschaft zweier Freunde in der beträchtlichen Höhe von 40 £ dokumentiert, um einen Dispens von dem damals vorgeschriebenen dreimaligen Aufgebot für die Heirat von «Willm Shagspere» und «Anne Hathwey of Stratford» zu erhalten. Dieses aufwändige Dispensprozedere war erforderlich, damit die Eheschließung noch vor Beginn der Weihnachtszeit erfolgen konnte, da vom ersten Advent an Aufgebote und Trauungen kirchenrechtlich nicht mehr zulässig waren. Etwa sechs Monate nach der Eheschließung wurde die Tochter Susanna geboren (Taufeintrag 26. Mai 1583). Knapp zwei Jahre später kamen Zwillinge, der Sohn Hamnet und die Tochter Judith, zur Welt. Der Taufeintrag im Kirchbuch von Stratford vom 2. Februar 1585 lautete: Hamnet and Judith, son and daughter to William Shakespeare. Über das Verhältnis der Eheleute zueinander und ihren Kindern ist nichts bekannt. Diesbezügliche Unterlagen existieren nicht, was jedoch nicht ungewöhnlich ist, da persönliche Beziehungen im Bürgertum in der Regel nicht schriftlich festgehalten wurden, weder in privaten Briefen noch in Tagebüchern, die üblicherweise keine Aufzeichnungen über Persönliches enthielten. Shakespeares Sohn Hamnet starb 1596 im Alter von elf Jahren (Begräbnis 11. August 1596; Todesursache unbekannt), wohingegen Susanna bis 1649 und Judith bis 1662 lebten. Aus dem Jahr 1598 ist ein Brief erhalten, in dem ein gewisser Richard Quiney bei Shakespeare um ein Darlehen von 30 Pfund bat. 18 Jahre später, am 10. Februar 1616, heiratete William Shakespeares Tochter Judith dessen Sohn Thomas Quiney. Shakespeares Tochter Susanna heiratete am 5. Juni 1607 den Arzt John Hall.

### Verlorene Jahre
Über die Zeit von etwa 1584/85 bis 1592, die in der Shakespeare-Forschung als „verlorene Jahre“ bezeichnet werden, ist besonders wenig bekannt. Mangels ausreichender Quellen sind umso mehr Legenden entstanden, die sich zum Teil auf von Zeitgenossen überlieferte Anekdoten zurückführen lassen. Die meisten Erzählungen, die über den Dichter kursierten, wurden erstmals von Nicholas Rowe in seiner 1709 erschienenen Shakespeare-Ausgabe festgehalten. Er versah diese mit einem Lebensbericht über Shakespeare, in dem er die überlieferten Mythen und Legenden in kompilierter Form festhielt, ohne sie jedoch kritisch auf ihren jeweiligen Wahrheitsgehalt zu prüfen.
Das erste schriftliche Dokument, das belegt, dass Shakespeare sich in London aufhielt, stammt von dem Dichter Robert Greene, der ihn 1592 in einem Pamphlet als Emporkömmling diffamierte. Greene lästerte, Shakespeare maße sich an zu dichten wie die angesehenen Dichter seiner Zeit: there is an upstart Crow, beautified with our feathers, that with his Tygers hart wrapt in a Players hide, supposes he is as well able to bombast out a blanke verse as the best of you: and beeing an absolute Johannes fac totum, is in his owne conceit the onely Shake-scene in a countrey. (Denn es gibt eine emporgekommene Krähe, fein herausgeputzt mit unseren Federn, die mit ihrem Tigerherz, in einem Schauspielergewand versteckt, meint, Blankverse ausschütten zu können wie die Besten von euch; und als ein absoluter Hans-Dampf-in-allen-Gassen kommt er sich als der größte Theater-Erschütterer im Land vor.) Der Ausdruck Shake-scene ist ein Wortspiel mit dem Namen Shakespeare (etwa: Speerschüttler).
Bei der postumen Veröffentlichung des Pamphlets fügte der Herausgeber eine Entschuldigung bei, woraus sich schließen lässt, dass Shakespeare damals schon populär war und einflussreiche Gönner hatte. Er war zu dieser Zeit bereits Mitglied der Truppe Lord Strange’s Men, von denen sich ein großer Teil 1594 zu den Lord Chamberlain’s Men formte und zu den führenden Schauspieltruppen Londons zählte. Kurz nach seiner Thronbesteigung machte Jakob I. sie als King’s Men zu seiner eigenen.

### Stückeschreiber und Schauspieler

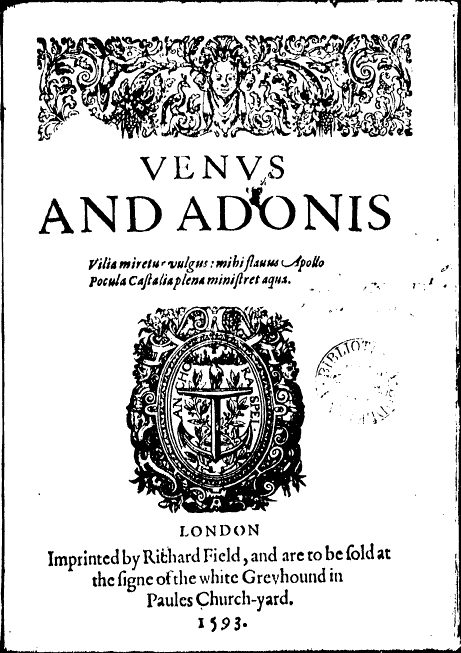
Erstes unter dem Namen William Shakespeare erschienenes Werk, 1593

Das englische Theaterwesen, das sich in der elisabethanischen Zeit herausbildete, war zunächst noch ungefestigt. Es veränderte sich rasch, barg viele Risiken, konnte unter günstigen Voraussetzungen aber auch sehr gewinnträchtig sein. Letzteres galt jedoch nicht für die professionellen Dichter oder Stückeschreiber. Wie zahlreiche Beispiele belegen, verkauften sie ihre Dramentexte damals normalerweise gegen Pauschalhonorare an Schauspieltruppen, an die mit der Übergabe des Manuskripts auch alle weiteren Nutzungsrechte übergingen. Von diesen Honoraren konnte ein Autor nicht leben. Die frühere Tradition, nach der berufsmäßige Dichter unter dem Patronat eines adligen Schirmherrn standen, von diesem durch reiche Schenkungen oder Ehrensolde belohnt wurden und eine angesehene Existenz führten, war zu Shakespeares Zeit weitgehend verloren gegangen.
Vor diesem historischen Hintergrund sind zwei kurze Versepen zu sehen, Venus and Adonis sowie The Rape of Lucrece, die Shakespeare 1593 und 1594 schrieb. Anders als seine übrigen Werke publizierte er sie selbst und versah sie mit einer namentlich unterzeichneten Widmung an Henry Wriothesley, den Earl of Southampton. Da epische Werke damals der hohen Literatur, Theaterstücke hingegen der Gebrauchsliteratur zugeordnet wurden, dürfte Shakespeare Venus and Adonis als sein Erstlingswerk («first heir of my invention») bezeichnet haben. Als Verfasser dieser Epen erlangte er hohes Ansehen unter Literaturkennern und -liebhabern und wurde von seinen Zeitgenossen häufiger für sie gerühmt als später für seine am meisten erörterte und gelobte Tragödie Hamlet. Damit konnte er seine literarische Karriere als geschäftlich erfolgreicher Bühnenautor angemessen einleiten.
Bereits Anfang 1595 zählte Shakespeare zu den anerkanntesten Mitgliedern der Schauspieltruppe Lord Chamberlain’s Men. Das geht aus einem erhaltenen Zahlungsbeleg des Master of the Revels bzw. des königlichen Schatzamtes für eine Sonderaufführung bei Hofe vom 15. März dieses Jahres hervor. Einige Jahre später sollte sich die Truppe endgültig als führendes Ensemble Englands etablieren. König Jakob I. stellte sie nach seiner Thronbesteigung 1603 unter seine Schirmherrschaft und nahm sie damit in den Dienst der Krone. Dass Shakespeare einen festen Platz in der Schauspielgruppe einnahm und sie offiziell nach außen vertrat, zeigt sich daran, dass sein Name zusammen mit dem von Richard Burbage und dem bekannten Schauspieler William Kempe auf einer Quittung über ₤ 20 erscheint, welche die drei im Auftrag der Lord Chamberlain’s Men für zwei Hofaufführungen empfingen.
Als ihr angestammter Hausdramatiker verfasste er zahlreiche Stücke für die Truppe und war als ihr Miteigentümer (sharer) anfänglich bereits mit 10 % an ihrem Gewinn beteiligt. Darüber hinaus übernahm er als Schauspieler selbst kleinere Rollen. Unter anderem die Tagebuchaufzeichnungen des Theaterunternehmers Philip Henslowe belegen, wie einträglich Shakespeares Dramen waren. Anders als viele andere zeitgenössische Bühnenautoren waren ihm beständige Erfolge beschieden, nicht nur in beruflicher und künstlerischer, sondern zunehmend auch in geschäftlicher und gesellschaftlicher Hinsicht.
Die Lord Chamberlain’s Men waren sowohl bei Hofe als auch beim Publikum der großen öffentlichen Theater sehr beliebt und verdienten dementsprechend gut.  Ab 1596 lässt sich ohne Aufrechnung im Einzelnen nachweisen, dass Shakespeare fortlaufend Geld anlegte oder in Immobilien investierte. Als seine Truppe 1599 ihren Spielort in das neu errichtete Globe Theatre verlegte, überließ ihm James Burbage, dessen Familie das alte Globe Theatre besessen hatte, eine Teilhaberschaft von zunächst einem Zehntel. Einige Zeit später stieg dieser Anteil 1608 auf ein Siebtel, als das Blackfriars als zweites Theater vor allem für Aufführungen in der Wintersaison gebaut wurde.
Als Shakespeares größter dichterischer Konkurrent galt zunächst Christopher Marlowe, später Ben Jonson. So wie es heute Neuverfilmungen älterer Stoffe gibt, war es damals üblich, ältere Stücke umzuschreiben und neu aufzuführen. So könnte beispielsweise Shakespeares Hamlet die Adaption eines älteren „Ur-Hamlet“ sein. Auch Sagen- und Märchenstoffe verarbeitete er mehrfach zu Dramen, wie im Fall von König Lear. Zudem griff er auf literarische Quellen wie Plutarchs Biographien großer Männer, italienische Novellensammlungen oder Chroniken der englischen Geschichte zurück. Eine gängige Methode war es auch, Fortsetzungen erfolgreicher Stücke zu schreiben. So war die Figur des Falstaff in Heinrich IV. beim Publikum derart beliebt, dass Shakespeare sie in Die lustigen Weiber von Windsor erneut auftreten ließ.

### Dichter und Geschäftsmann
Neben seinen dramatischen Arbeiten verfasste Shakespeare (vermutlich als die Theater Londons wegen der Pest-Epidemien zeitweise schließen mussten) auch lyrische und epische Gedichte. Die letzteren begründeten seinen Ruf als Autor bei seinen Zeitgenossen. Wohl im Jahr 1593 schrieb er die beiden Verserzählungen Venus and Adonis und Lucrece. Die nachfolgende Publikation von 154 Sonetten im Jahr 1609 ist von zahlreichen Rätseln umgeben. In einem kurzen Verleger-Vorspann, der meist als „Widmung“ gelesen wird, ist von the only begetter und Mr. W. H. die Rede; die Identität dieser Person ist bis heute nicht geklärt. Vielleicht handelt es sich bei dieser Sonetten-Publikation um einen Raubdruck.

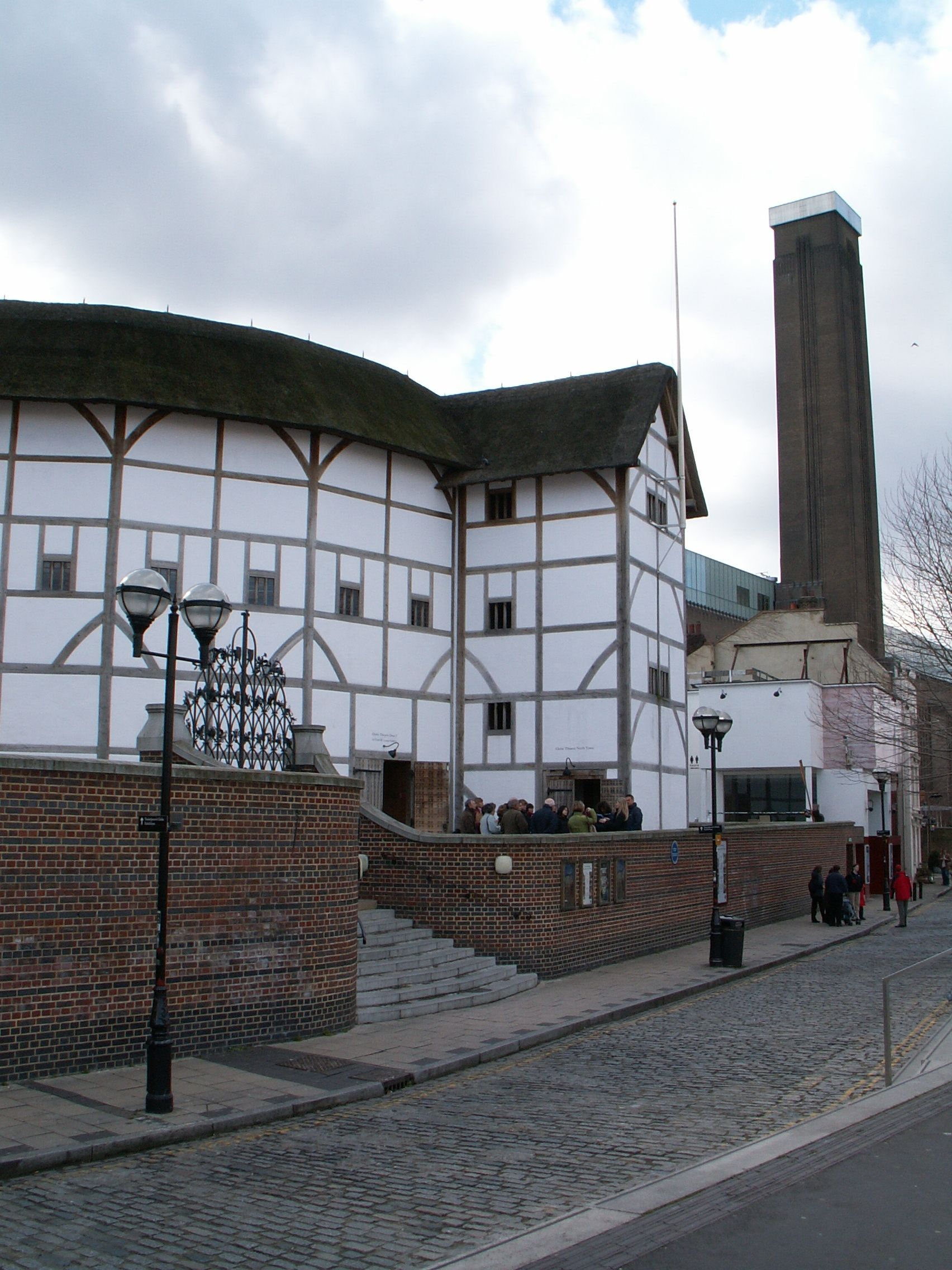
London, Shakespeares Globe Theatre (Rekonstruktion)

Als Mitbesitzer des Londoner Globe Theatre, das seine Truppe als Ersatz für das Theatre gebaut hatte, nachdem dessen Pachtvertrag abgelaufen war, war Shakespeare zunehmend als Dichter und Geschäftsmann erfolgreich. Die nach ihrem Mäzen und Sponsor benannten Lord Chamberlain’s Men traten öfter auch am Hof der Königin Elisabeth auf. Unter Elisabeths Nachfolger Jakob I. nannten sie sich nach ihrem königlichen Gönner King’s Men.
Als Teilhaber des Globe erwarb sich Shakespeare ein beachtliches Vermögen und großen Einfluss.  Wenngleich in dem Dokument zur Verleihung des Wappens durch das College of Arms, das königliche Wappenamt, vom 20. Oktober 1596, die 1599 nochmals ausdrücklich bestätigt wurde, der Name William Shakespeares nicht explizit erwähnt wird, ist dennoch davon auszugehen, dass er diese Führung eines Familienwappens vorangetrieben und finanziert hat. Mit der Übertragung des Rechtes der Wappenführung an Shakespeares Vater, die alle Kinder und Kindeskinder einschloss, war für Shakespeare nunmehr der Status des gentleman und damit ein immenser sozialer Aufstieg verbunden. So nutzte er etwa auch in seiner Rolle als Theatermann dieses neu erworbene Wappenrecht und führte fortan in sämtlichen Dokumenten den Zusatz gentleman als Standesbezeichnung.
Neben seinen wirtschaftlichen Transaktionen im Theatergewerbe betätigte Shakespeare sich zugleich als Geschäftsmann und Investor in zahlreichen Geschäften auch außerhalb des Theaterunternehmens. Überwiegend legte er sein Geld im Erwerb von Immobilien in seiner Geburtsstadt Stratford an. So kaufte er am 4. Mai 1597 New Place, das zweitgrößte Haus der Stadt, als seinen Herrensitz und erwarb am 1. Mai 1602 eine 43 Hektar (107 acres) große Ackerfläche nebst Wald und Nutzungsrechten für Gemeindeland. Am 28. September 1602 kaufte er ein weiteres Haus mit Grundstück gegenüber seinem Herrensitz und erwarb am 24. Juli 1605 das Recht auf Eintreiben eines Teils der Zehnteinkünfte diverser Bauernpachtschaften zum Preis von ₤ 440, was ihm jährliche Nettoeinnahmen von ₤ 40 einbrachte. Shakespeare investierte nicht nur sein erworbenes Vermögen, sondern verwaltete auch seine Neuerwerbungen und machte mit ihnen weitere Gewinne. So pachtete und verpachtete er Grundstücke oder Ackerflächen, verkaufte der Gemeinde seinen Bauschutt oder trieb Außenstände durch Gerichtsprozesse ein und spekulierte zudem mit dem Horten von Getreide neben seinen Beteiligungen an verschiedenen gemeinschaftlichen Aktivitäten der Gruppe der großen Grundbesitzer. In London kaufte Shakespeare zudem ein Haus mit Ladengeschäft in unmittelbarer Nähe des Blackfriars Theatre.
Gewinnbringend war für Shakespeare also nicht allein schon zuvor der Erwerb des Blackfriars Theatre 1596 durch den Theaterunternehmer James Burbage, an dem, wie bereits dargelegt, auch Shakespeare seitdem beteiligt war. Anders als beim Globe handelte es sich um ein überdachtes Theater, in dem die Truppe von nun an während der Wintermonate spielte. Das Publikum war dort wegen der erheblich höheren Eintrittspreise exklusiver als bei den großen Freiluftbühnen.
Während Shakespeare einerseits durchaus zielorientiert um die Mehrung seines Vermögens und seinen gesellschaftlichen Aufstieg bemüht war, so unternahm er andererseits wenig oder gar nichts, um seine schriftstellerische oder literarische Prominenz zu fördern. Zwar schrieb er seine zahlreichen Werke vermutlich mit durchaus großem Energieaufwand, nutzte aber ansonsten in keiner Weise die zur damaligen Zeit wohl begrenzten, aber dennoch existenten Möglichkeiten zur Selbstdarstellung als Autor und Dichter: Mit Ausnahme der oben genannten Kurzepen ließ er keines seiner einzelnen Werke selber drucken, noch gab er selber eine Gesamtausgabe seiner Stücke in Auftrag. Er versuchte ebenso wenig, seine Urheberschaft als Verfasser bekannt zu machen und verzichtete gleichermaßen auf ein literarisches Selbstporträt in Vorworten oder Einleitungen zu den Werken anderer Poeten, wie dies beispielsweise sein Zeitgenosse Ben Jonson tat. So sehr ihm auch an seinem sozialen Aufstieg gelegen war, umso weniger schien er an seinem künstlerischen Ruhm und der bewussten, planvollen Förderung seiner dichterisch-literarischen Karriere interessiert gewesen zu sein.
Dessen ungeachtet hatte er spätestens ab 1598 einen derartigen Bekanntheitsgrad sowie eine solche Popularität erreicht, dass Shakespeares Name vorzugsweise in großer Form auf den Titelblättern der ersten Druckausgaben erschien, zum Teil sogar bei Werken, die nicht von ihm verfasst worden waren. Auch wurde sein Name darüber hinaus in diversen zeitgenössischen Bestenlisten, insbesondere der von Francis Meeres, aufgeführt.

### Letzte Jahre

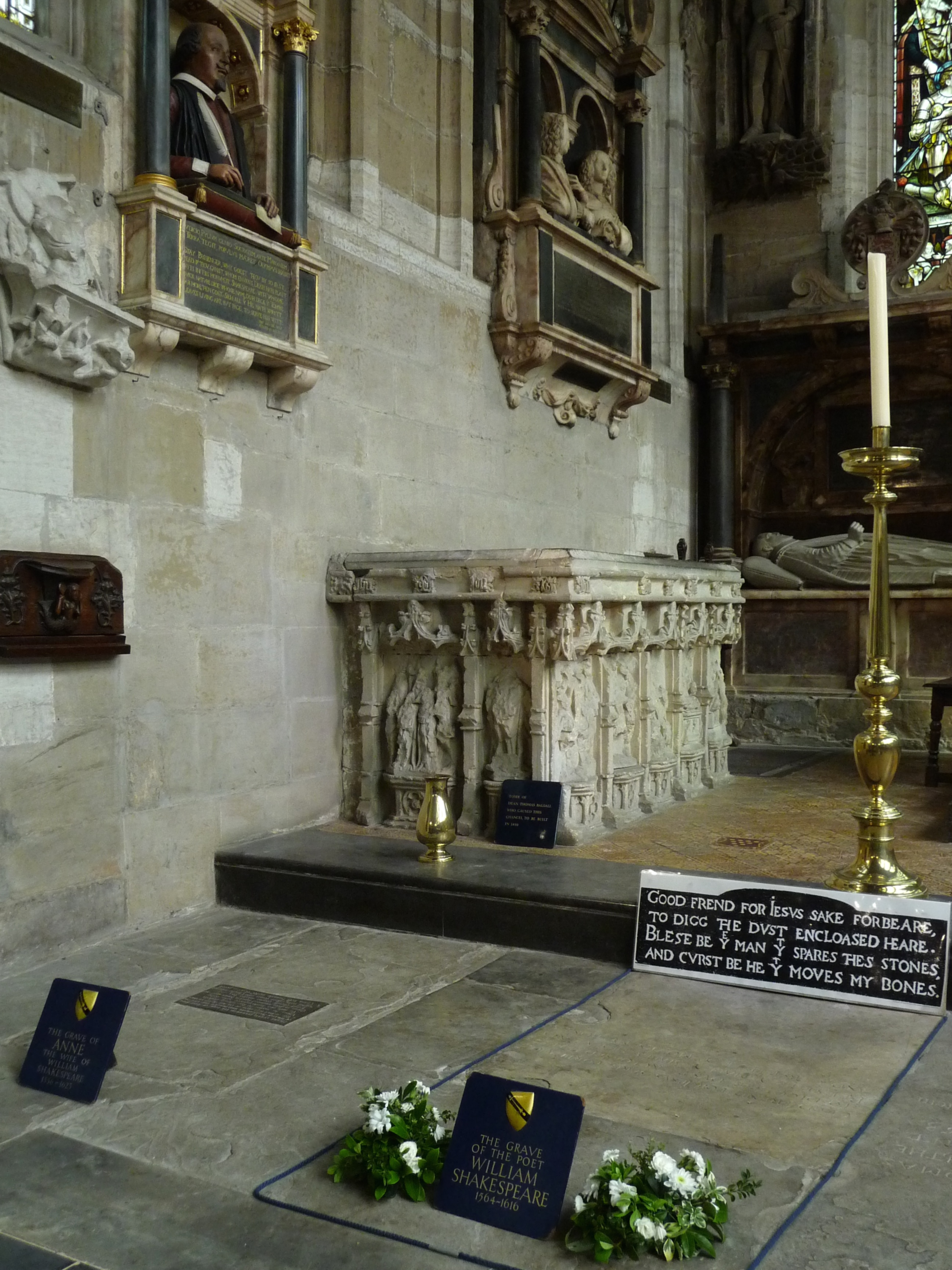
Shakespeares Grabstätte in der Holy Trinity Church

Mit 46 Jahren kehrte Shakespeare als vermögender Mann nach Stratford zurück und verbrachte dort seine letzten Lebensjahre. Er war der zweitreichste Bürger der Stadt, engagierte sich aber, anders als sein Vater, nicht aktiv in der Gemeindeverwaltung. Er ließ die Verbindungen zu seinen ehemaligen Kollegen aber nicht abreißen und beteiligte sich als Mitautor an einigen Theaterproduktionen. Für die Folgejahre sind mehrere Besuche in London dokumentiert, die meist familiäre und freundschaftliche Anlässe hatten.
Shakespeare starb im Alter von 52 Jahren im Jahr 1616 in Stratford, zehn Tage nach seinem großen spanischen Zeitgenossen Miguel de Cervantes. Die Todesursache ist nicht bekannt. Etwa 50 Jahre später notierte John Ward, Vikar der Holy Trinity Church in Stratford, in seinem Tagebuch: „Shakespeare, Drayton und Ben Jonson hatten ein fröhliches Zusammentreffen und tranken dabei anscheinend zu viel; denn Shakespeare starb an einem Fieber, das er sich dabei zugezogen hatte.“ Diese Notiz wird heute als bloße Anekdote ohne Faktengrundlage eingeschätzt. Ihr wahrer Kern könnte jedoch darin bestehen, dass im Todesjahr des Dichters eine Typhus-Epidemie grassierte, der er zum Opfer gefallen sein könnte.
Am 25. April 1616 wurde Shakespeare im Chorraum der Holy Trinity Church beigesetzt. Auf diesen standesgemäßen Ehrenplatz hatte er als Gentleman ein Anrecht. Die Steinplatte, die Shakespeares Grab markiert, trägt eine Inschrift mit einem Knittelvers, der einer einheimischen Tradition zufolge noch von ihm selbst verfasst worden sein soll:
| GOOD FREND FOR IESUS SAKE FORBEARE, TO DIGG THE DVST ENCLOASED HEARE. BLESTE BE THE MAN THAT SPARES THES STONES, AND CVRST BE HE THAT MOVES MY BONES | O guter Freund, um Jesu Willen grabe nicht im Staube, der hier eingeschlossen liegt. Gesegnet sei, wer schonet diese Steine, verflucht sei, wer bewegt meine Gebeine. |  |

In der Seitenwand der Kirche wurde vermutlich kurz nach dem Tod eine Gedenkbüste errichtet, die mit einer lateinischen Inschrift eines bis heute unbekannten Autors versehen wurde.
Shakespeares ehemalige Theaterkollegen John Heminges und Henry Condell veröffentlichten 1623 seine dramatischen Werke unter dem Titel Mr William Shakespeare’s Comedies, Histories and Tragedies in einem großformatigen, als First Folio bezeichneten Band. Ihm ist eine Würdigung durch Ben Jonson vorangestellt.
| Triumph my Britain, thou hast one to show To whom all scenes of Europe homage owe. He was not of an age, but for all time! … | Britannien, frohlocke, du nennst ihn dein eigen, vor dem Europas Bühnen sich verneigen. Nicht einer Zeit gehört er, sondern allen Zeiten! … |  |

### Shakespeares Testament und Erbe

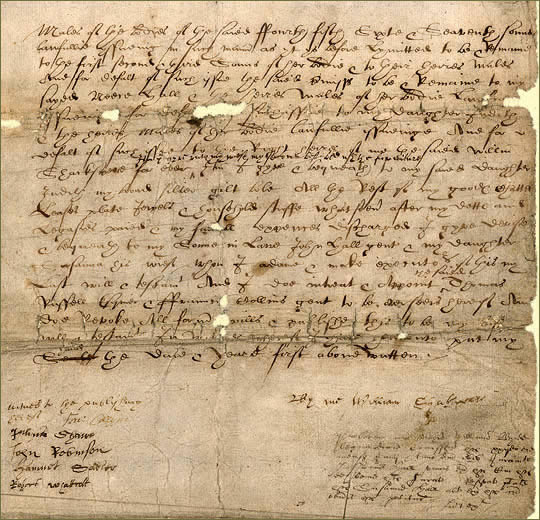
Auszug aus Shakespeares Testament von 1616

Kurze Zeit vor seinem Tod, vermutlich im Januar 1616, fasste Shakespeare sein Testament ab und ließ es von dem Notar Thomas Collins aufsetzen. Dieses notariell beurkundete Testament ist auf den 25. März 1616 datiert und umfasst drei engbeschriebene Blätter, die von Shakespeare auf jeder Seite eigenhändig unterschrieben wurden. Erst im 18. Jahrhundert wurde das Testament Shakespeares wieder aufgefunden. Die überlieferte Ausfertigung mit zahlreichen Revisionen, Änderungen und Zusätzen in der Abfassung während des Zeitraums zwischen Januar und März des Jahres 1616 stellt das umfangreichste private Dokument dar, das von Shakespeare selber erhalten geblieben ist. Die zittrige Unterschrift Shakespeares auf den ersten beiden Seiten wird von verschiedenen Shakespeare-Forschern als Indiz für den bereits sehr angeschlagenen Gesundheitszustand Shakespeares gesehen, der auch der Grund dafür gewesen sein könnte, dass offenbar auf eine abschließende Reinschrift der gesamten testamentarischen Verfügung verzichtet wurde.
Der größte Teil des Shakespeareschen Nachlasses ging an seine älteste Tochter Susanna, die zusammen mit ihrem Ehemann den gesamten Haus- und Grundbesitz einschließlich der von Shakespeare erworbenen Pachtanteile erhielt. An erster Stelle in dem Testament wird jedoch ihre jüngere Schwester Judith als erste der Erben genannt. Ihr vermachte Shakespeare ₤ 100 aus dem Nachlass sowie weitere ₤ 50 für den Fall einer Abtretung des Anspruchs auf das Haus in der Chapel Lane gegenüber dem Shakespeareschen Herrensitz New Place. Sollte sie oder eines ihrer Kinder drei Jahre nach Abfassung des Testamentes noch leben, waren weitere 150 ₤ für sie vorgesehen, von denen sie während der Dauer ihrer Ehe jedoch nur über die Zinsen verfügen durfte. Ein Zugriff auf den gesamten Erbanteil von Judith durch ihren Ehemann wurde von Shakespeare in seiner testamentarischen Verfügung ausdrücklich durch die Streichung des Wortes „Schwiegersohn“ verhindert.
Seiner Schwester Joan überließ Shakespeare einen Betrag von 20 £ zusätzlich zu seiner Kleidung und einem lebenslangen Wohnrecht in dem väterlichen Anwesen in der Henley Street für eine geringfügige nominelle Miete. Darüber hinaus wurden in dem Testament von Shakespeare Geldgeschenke an seine Stratforder Freunde sowie eine vergleichsweise großzügige Stiftung von 10 £ für die Armen in der Gemeinde zuerkannt. Auch die drei früheren Schauspielkollegen Richard Burbage sowie John Heminges und Henry Condell, die späteren Herausgebern der First Folio von 1623, wurden von Shakespeare bedacht.
In der bisherigen biografischen Shakespeare-Forschung hat sich der Fokus des Interesses insbesondere auf einen einzigen Satz in dem Legat konzentriert, der zahlreiche Fragen aufgeworfen hat und bis in die Gegenwart hinein den Anlass zu höchst unterschiedlichen, teilweise rein spekulativen Auslegungen und Deutungen geliefert hat: «Item, I give unto my wife my second best bed wih the furniture», wobei furniture im damaligen Sprachgebrauch sowohl als Bettzeug wie auch als Ausstattung verstanden werden konnte. Der Name von Shakespeares Ehefrau Anne taucht mit Ausnahme dieser Passage an keiner weiteren Stelle in dem ganzen Testament auf.
Ein Teil der späteren Shakespeare-Biografen deutet diese weitgehend fehlende Versorgung für seine Frau Anne in Shakespeares letztem Willen als unverhohlenen Ausdruck seiner Gleichgültigkeit oder sogar Geringschätzung ihr gegenüber. Demgegenüber verweist ein anderer Teil der Biografen auf das im damaligen England übliche Versorgungsrecht der Ehefrau, die als Witwe auch ohne besondere Verfügung ohnehin Anspruch auf ein Drittel der gesamten Habe ihres verstorbenen Mannes sowie ein lebenslanges Wohnrecht in dessen hinterlassenem Haus gehabt habe. Daher sei eine ausdrückliche Erwähnung seiner Frau in der testamentarischen Verfügung überflüssig gewesen. Das Vermächtnis des „zweitbesten Bettes“ wird zudem mitunter als besonderer Zuneigungs- oder Liebesbeweis gedeutet, da das „beste Bett“, so die Begründung, den Gästen vorbehalten gewesen sei und es sich bei diesem „zweitbesten Bett“ um das gemeinsame Ehebett gehandelt habe, das Shakespeare möglicherweise seiner Gemahlin auf deren besonderen Wunsch hin nachträglich explizit zuerkannt habe.
Im Gegensatz dazu wird vor allem in der jüngeren Forschung jedoch zum Teil darauf verwiesen, dass dieses Gewohnheitsrecht hinsichtlich der Witwenansprüche im elisabethanisch-jakobäischen England keineswegs einheitlich gestaltet, sondern an lokale Gebräuche gebunden und von daher von Ort zu Ort unterschiedlich gewesen sei. Vor allem der renommierte Shakespeare-Gelehrte E. A. J. Honigmann kommt in seinem Vergleich mit Testamenten ähnlich vermögender Familien aus dieser Zeit in seiner Untersuchung aus dem Jahre 1991 zu dem Fazit, dass das ausdrücklich erwähnte, recht spärliche Legat für seine Ehefrau in Shakespeares letztem Willen in dieser Form nicht den üblichen testamentarischen Abfassungen entspreche.
In einer rückblickenden Gesamtbetrachtung des Testaments sieht der anerkannte deutsche Shakespeare-Forscher Ulrich Suerbaum in erster Linie deutliche Anzeichen dafür, dass es Shakespeare primär um eine geschlossene Weitergabe seines gesamten Besitzes gegangen sei; die übrigen Erbansprüche habe er versucht, in einer solchen Weise zu berücksichtigen, dass das Haupterbe möglichst ohne größere Verringerung übertragen werden konnte. Allen sonstigen mit ihm freundschaftlich oder familiär verbundenen Personen habe er daher nur ein jeweils eher symbolhaft zu verstehendes Objekt der Erinnerung hinterlassen.

## Werke
Shakespeare verfasste in erster Linie Theaterstücke,  die in Historien- oder Königsdramen, Komödien und Tragödien eingeteilt werden, daneben aber auch zwei Versepen sowie 154 Sonette. 
In der Forschung wird fortwährend darüber diskutiert, welche Dramen sich ihm sicher zuschreiben lassen und welche nicht, bei welchen er Ko-Autoren hatte oder er selbst Ko-Autor war. Als gesichert authentisch gelten die Stücke, die 1623, sieben Jahre nach seinem Tod in der sogenannten First Folio-Ausgabe unter dem Titel Mr. William Shakespeare’s Comedies, Histories and Tragedies erschienen. Sie umfasst 36 Dramen, von denen 18 bis dahin unpubliziert waren, ein Vorwort der Herausgeber sowie Lob- und Widmungsgedichte. Ebenfalls von Shakespeare stammte das 1612 aufgeführte Bühnenstück Cardenio, das jedoch nicht erhalten ist. 
Jüngere Zuschreibungen sind Edward III und Double Falshood or The Distrest Lovers. Bei  Edward III, gedruckt 1596, wird Shakespeares Ko-Autorschaft angenommen, unter anderem von Brian Vickers. Daher wurde das Drama in die jüngste Ausgabe von „The Norton Shakespeare“ und in die zweite Auflage des „Oxford Shakespeare“ aufgenommen. Double Falshood, dessen Autorschaft bereits seit dem Beginn des 18. Jahrhunderts kontrovers diskutiert wird, ist seit 2010 Teil der Arden-Edition der Werke Shakespeares.
Die dritte Folio-Ausgabe von 1662 enthält das Drama Pericles, das Shakespeare zusammen mit einem anderen Autor geschrieben hat und ebenfalls als authentisch gilt, sowie weitere als „Apokryphen“ bezeichnete Stücke, die schon seit längerer Zeit nicht mehr zu den echten Werken des Dichters gerechnet werden. 
Nicht zum Kanon gehört außerdem das von mehreren Autoren verfasste Drama Sir Thomas More, zumal in neuerer Zeit wieder in Zweifel gezogen wird, ob Shakespeare einer von ihnen gewesen ist.

### Historiendramen
- König Johann (King John, um 1596/97)
- Heinrich VIII. (King Henry VIII or All Is True, ca. 1612/13)

York-Tetralogie
- Heinrich VI.
  - Teil 1 (King Henry VI, Part 1; 1591)
  - Teil 2 (King Henry VI, Part 2; 1591–1592)
  - Teil 3 (King Henry VI, Part 3; 1591–1592)
- Richard III. (King Richard III; um 1593, gedruckt 1597)

Lancaster-Tetralogie
- Richard II. (King Richard II; 1595–1596, gedruckt 1597)
- Heinrich IV.
  - Teil 1 (King Henry IV, Part 1; um 1597–98, gedruckt 1598)
  - Teil 2 (King Henry IV, Part 2; um 1597–98, gedruckt 1600)
- Heinrich V. (King Henry V; 1599, gedruckt 1600 als Raubdruck)

### Komödien
Heitere Komödien
- Die Komödie der Irrungen (The Comedy of Errors; um 1591, gedruckt 1623)
- Verlorene Liebesmüh (auch: Liebes Leid und Lust; Love’s Labour’s Lost; um 1593, gedruckt 1598)
- Der Widerspenstigen Zähmung (The Taming of the Shrew; um 1594, gedruckt 1623)
- Zwei Herren aus Verona (The Two Gentlemen of Verona; ca. 1590–1595, gedruckt 1623)
- Ein Sommernachtstraum (A Midsummer Night’s Dream; 1595/96, gedruckt 1600)
- Der Kaufmann von Venedig (The Merchant of Venice; 1596)
- Die lustigen Weiber von Windsor (The Merry Wives of Windsor; 1600/01)

Romantische Komödien
- Viel Lärm um nichts (Much Ado about Nothing; um 1598/99, gedruckt 1600)
- Wie es euch gefällt (As You Like It; um 1599, gedruckt 1623)
- Was ihr wollt (Twelfth Night or What You Will; um 1601, gedruckt 1623)

Problemstücke
- Troilus und Cressida (Troilus and Cressida; um 1601, gedruckt 1610)
- Ende gut, alles gut (All’s Well That Ends Well; 1602/03, gedruckt 1623)
- Maß für Maß (Measure for Measure; um 1604, gedruckt 1623)

Romanzen
- Perikles, Prinz von Tyrus (Pericles, Prince of Tyre; um 1607, erster Druck 1609)
- Das Wintermärchen (The Winter’s Tale; 1609, gedruckt 1623)
- Cymbeline (Cymbeline; 1610)
- Der Sturm (The Tempest; 1611, gedruckt 1623)

### Tragödien
Frühe Tragödien
- Titus Andronicus (um 1589–1592, gedruckt 1594)
- Romeo und Julia (Romeo and Juliet; 1595, gedruckt 1597 (Raubdruck), dann 1599)

Römerdramen
- Julius Caesar (The Tragedy of Julius Caesar; 1599, gedruckt 1623)
- Antonius und Cleopatra (Antony and Cleopatra; um 1607, gedruckt 1623)
- Coriolanus (Coriolanus; um 1608, gedruckt 1623)

Spätere Tragödien
- Hamlet (Hamlet, Prince of Denmark; um 1601, gedruckt 1603, evtl. Raubdruck)
- Othello (um 1604, gedruckt 1622)
- König Lear (King Lear; um 1605, gedruckt 1608)
- Timon von Athen (Timon of Athens; um 1606, erster Druck 1623)
- Macbeth (um 1608, gedruckt 1623)

### Versdichtungen
- Venus und Adonis (Venus and Adonis; 1593)
- Lucretia (The Rape of Lucrece; 1594)
- Der Liebenden Klage (A Lover’s Complaint; 1609)
- Der verliebte Pilger (The Passionate Pilgrim; 1609, enthält zwei von Shakespeare stammende Sonette sowie drei Verspartien aus Love’s Labour’s Lost)
- Der Phoenix und die Turteltaube (The Phoenix and the Turtle; gedruckt 1601)
- Sonette (Sonnets; 1609)

## Shakespeares Sprache
Shakespeare verfügte über einen umfangreichen Wortschatz: 17.750 verschiedene Wörter zählt man in seinen Werken. Charakteristisch für Shakespeare ist seine stilistische Vielfalt, die von der niedrigsten Gossensprache bis zur höchsten Hofsprache alle Sprachniveaus und -register gleichermaßen beherrscht. Besonderes Kennzeichen seiner literarischen Sprache ist der vielfältige Einsatz der Bildersprache (Imagery).
Zu Shakespeares Zeit waren Grammatik, Orthographie und Aussprache noch nicht so standardisiert, wie es seit dem 18. Jahrhundert zunehmend der Fall wurde. Es war auch möglich und üblich, neue Wörter zu prägen, wenn sich die Notwendigkeit dazu ergab. Viele Begriffe, die sich im heutigen Englisch finden, tauchen bei Shakespeare zum ersten Mal auf (zum Beispiel multitudinous, accommodation, premeditated, assassination, submerged, obscene). Allerdings lässt sich der Eindruck, dass Shakespeare mehr neue Ausdrücke und Wendungen geschaffen habe als jeder andere englische Dichter, zum Teil auch damit erklären, dass das im 19. Jahrhundert entstandene Oxford English Dictionary mit Vorliebe Shakespearezitate als Erstbelege angibt.

## Shakespeare-Porträts
Von Shakespeare sind einige bildliche Darstellungen und Porträts überliefert. Diese Bilder wurden mit dem zunehmenden Ansehen des Dramatikers vielfach kopiert und dabei mehr oder minder stark abgewandelt. Auch wurden mehrere ungesicherte Werke bereits früh als Shakespeare-Porträts bezeichnet. Die einzigen beiden Porträts, die wahrscheinlich den historischen William Shakespeare darstellen, wurden erst postum angefertigt.
Dabei handelt es sich einmal um den berühmten Droeshout-Stich (1623), das Frontispiz der Titelseite der ersten Folio-Ausgabe. Er wurde vermutlich nach einer heute verlorenen Vorlage gestochen. Als Künstler gilt traditionell Martin Droeshout der Jüngere (* 1601), es wird seit kurzem aber auch der ältere Martin Droeshout (1560–1642) genannt.
Zum zweiten das Grabmonument in der Holy Trinity Church, Stratford-upon-Avon (vor 1623).
Als wahrscheinlich authentisch gilt das möglicherweise zu Lebzeiten des Dichters entstandene Chandos-Porträt (von ca. 1594–1599). Der genaue Entstehungszeitpunkt ist unbekannt, der Maler war vermutlich Joseph Taylor (1585–1651). Untersuchungen durch Kuratorin Tarnya Cooper haben 2006 gezeigt, dass das Bild aus Shakespeares Zeit stammt und den Dichter zeigen könnte.
Porträts, über deren Authentizität kein breiter Konsens vorliegt und die zum Teil sehr umstritten sind, sind vor allem das Sanders-Porträt, das 2001 in Kanada entdeckt wurde. Es ist wahrscheinlich zu Shakespeares Lebzeiten gemalt worden.
Das Cobbe-Porträt ist 2006 bekannt geworden und wurde 2009 der Öffentlichkeit vorgestellt. Es wird von Stanley Wells und dem Shakespeare Birthplace Trust, Stratford-upon-Avon, als authentisch akzeptiert.
Das Flower-Porträt ist vermutlich 1609 entstanden. Es wurde zunächst nach einer Untersuchung der National Portrait Gallery im Jahr 2004 als Fälschung des 19. Jahrhunderts angesehenen. In jüngster Zeit haben neuere Forschungen jedoch zu der Annahme geführt, dass nicht, wie zuvor angenommen, dieses Porträt nach der Vorlage des Droeshout-Stichs von 1623 entstanden sei, sondern vermutlich umgekehrt dem Stich von 1623 als Vorlage gedient habe.
Als möglicherweise authentisch wird schließlich das Janssen-Porträt angesehen, das vom selben Maler wie das Cobbe-Porträt stammt. Es ist seit 1770 bekannt und wurde 1988 restauriert.
Als nicht authentisch gelten unter anderem: das Ashbourne-Porträt, aufbewahrt in der Folger Shakespeare Library in Washington, D.C.; die sog. Darmstädter Totenmaske, seit 1849 bekannt (die Authentizität wird nur von Hildegard Hammerschmidt-Hummel behauptet) und die sogenannte Davenant-Büste, die ca. 1613 entstand und aus Terrakotta gefertigt wurde.

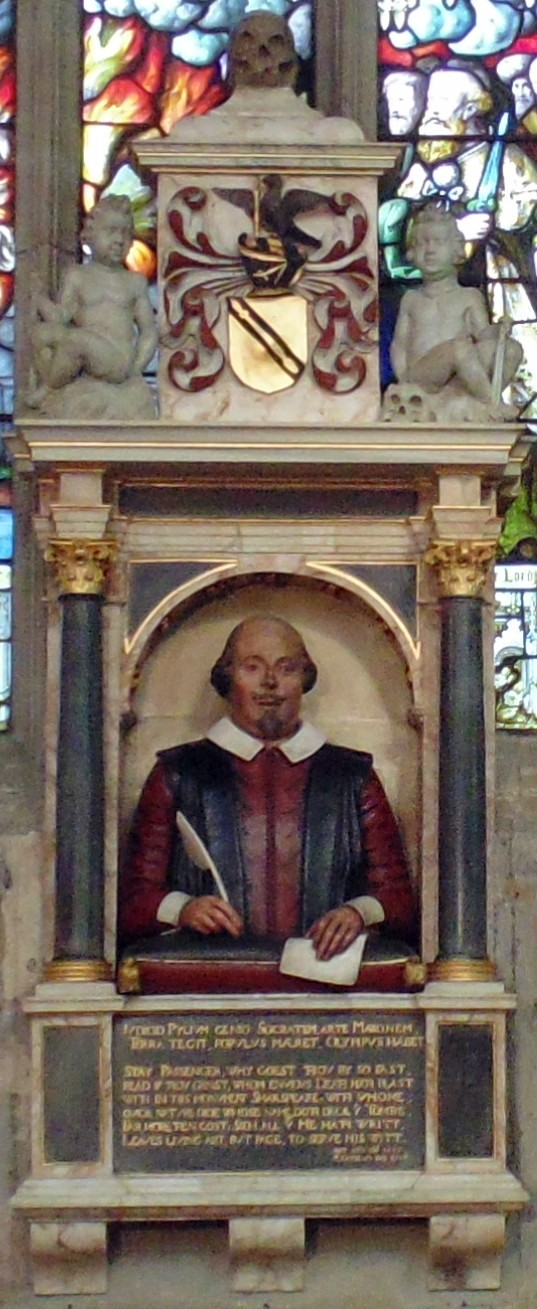
Shakespeares Grabmonument in der Holy Trinity Church in Stratford-upon-Avon
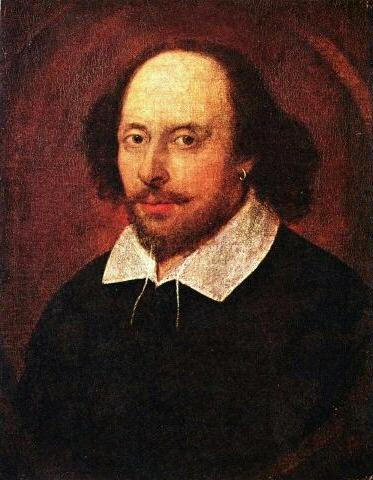
Das sogenannte Chandos-Porträt, um 1610
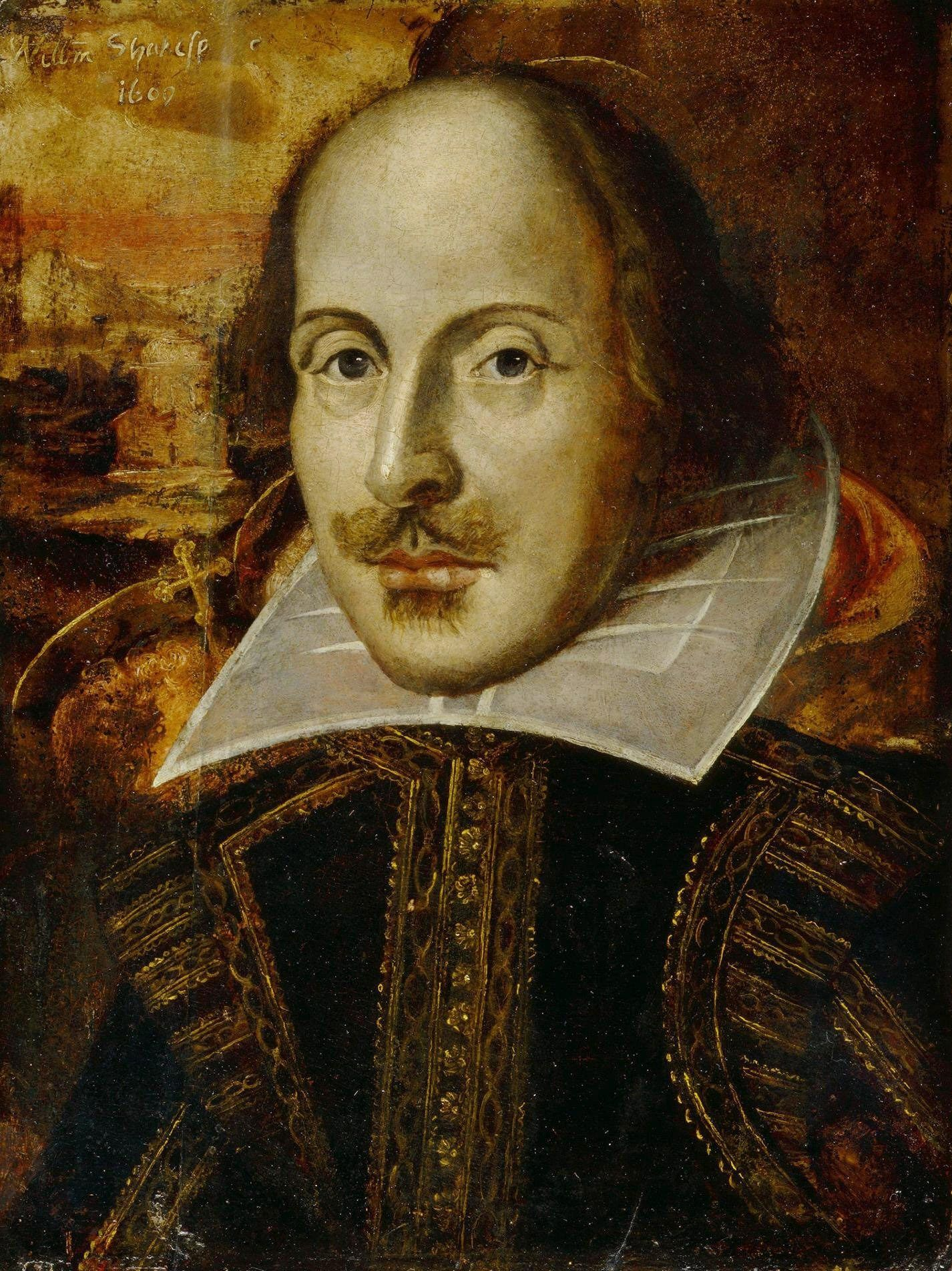
Das sogenannte Flower-Porträt von 1609
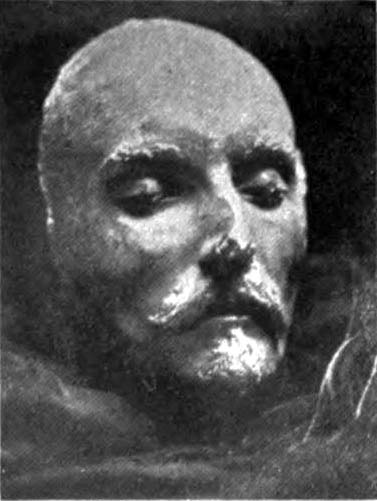
Angebliche Totenmaske Shakespeares nach der Abbildung in der Encyclopædia Britannica von 1911

## Autorschaft seiner Werke
Die etablierte wissenschaftliche Shakespeare-Forschung geht beim gegenwärtigen Stand der Diskussion davon aus, dass Zweifel an der Autorschaft von William Shakespeare aus Stratford an dem ihm traditionell zugeschriebenen Werk unbegründet sind. Seit mehr als 150 Jahren wird dennoch eine Debatte über die „wahre“ Urheberschaft geführt. Dies rührt nicht zuletzt daher, dass das aus der Romantik stammende Bild des „genialen Dichters“ mit einer Person wie dem geschäftsorientierten Londoner Theaterunternehmer Shakespeare unvereinbar scheint. Die erste Folioausgabe von 1623 mit ihrer konkreten Festlegung des Shakespearschen Dramenkorpus unter Außerachtlassung der vorausgehenden apokryphen Dramen tat ein Übriges, das Bild eines urplötzlich auftauchenden Genies zu umreißen, das leicht zu dem eines Strohmanns umfunktioniert werden konnte. Von der etablierten akademischen Shakespeare-Forschung wird die Problematisierung der Autorschaft des William Shakespeare an dem ihm zugeschriebenen Werk nicht als legitimes Forschungsthema angesehen. Einzelne Shakespeare-Forscher kritisieren jedoch die Weigerung der akademischen Literaturwissenschaft, mit außerakademischen (und inzwischen auch einigen akademischen) Forschern, die sich auch als „Antistratfordianer“ bezeichnen, ernsthaft zu diskutieren. (Stratfordianer sind demnach solche Personen, die glauben, dass der in Stratford geborene William Shakespeare der Autor der ihm zugeschriebenen Werke ist.)
Hintergrund der Autorschaftsdebatten bei vielen „Antistratfordianern“ ist die Auffassung, der Dichter der Shakespeareschen Werke könne kein einfacher Mann von geringer Bildung aus der Provinz gewesen sein. Dabei vermittelte der Unterricht einer Grammar School, wie Shakespeare sie wahrscheinlich in Stratford besucht hat, die grundlegenden Kenntnisse und Kompetenzen, die für den Erwerb des in seine Dramen eingegangenen Wissens erforderlich waren. Im 18. Jahrhundert galt Shakespeare als ungebildeter Autor. Man kann nicht gut beides behaupten: Der Autor der Stücke habe eine unerklärt hohe Bildung, und er habe zugleich nur wenig Bildung besessen. Gegen die Autorschaft Shakespeares an seinen Werken soll auch sprechen, dass keine Original-Handschriften seiner Werke überliefert sind, sieht man vom umstrittenen Manuskript des Stücks Sir Thomas More ab. Dies ist bei Autoren des 16. Jahrhunderts allerdings keine Besonderheit. Darüber hinaus werden die sechs erhaltenen eigenhändigen Unterschriften Shakespeares von einigen Beurteilern als so ungelenk angesehen, dass sie geradezu ein Analphabet geleistet haben könnte. Aber auch dies ist Bewertung aus einem modernen Standpunkt, der die historische Wirklichkeit nicht berücksichtigt.
Die Diskussion um den eigentlichen Urheber der Werke Shakespeares beginnt mit der Schriftstellerin Delia Bacon. In ihrem Buch The Philosophy of Shakespeare’s Plays (1857) entwickelte sie die Hypothese, dass sich hinter dem Namen William Shakespeare eine Gruppe von Schriftstellern, bestehend aus Francis Bacon, Sir Walter Raleigh und Edmund Spenser, verberge. Ihre Publikation löste weitere Spekulationen aus, die bis heute anhalten und bei denen immer neue Kandidaten für die Urheberschaft genannt werden.
Unter den Personen, die als mögliche Verfasser der Werke Shakespeares genannt werden, sind Francis Bacon, William Stanley und in neuerer Zeit vor allem Edward de Vere die am häufigsten genannten. Daneben spielt auch Christopher Marlowe eine gewisse Rolle (siehe Marlowe-Theorie). Im 19. und 20. Jahrhundert haben auch prominente Persönlichkeiten wie Georg Cantor, Henry James und Mark Twain im Sinne der antistratfordianischen Thesen öffentlich Stellung genommen.

## Rezeption

### Rezeption in Deutschland

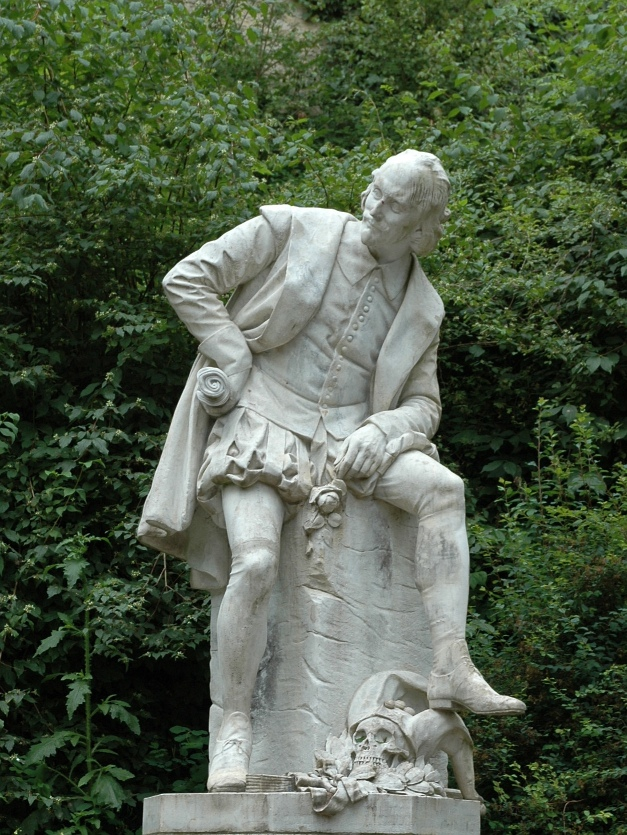
Shakespeare-Denkmal in Weimar

In Deutschland hat die Shakespeare-Rezeption eine ereignisreiche Geschichte, in der der Dichter für die verschiedensten Interessen in Dienst genommen wurde.
Von großer Bedeutung war Shakespeare für die Literaturtheorie der Aufklärung bei Gotthold Ephraim Lessing (im 17. Literaturbrief 1759), für die Dramatiker des Sturm und Drang etwa bei Heinrich Wilhelm von Gerstenberg (Briefe über Merckwürdigkeiten der Litteratur, 1766/67), bei Jakob Michael Reinhold Lenz (Anmerkungen übers Theater, 1774), bei Johann Gottfried Herder (Von deutscher Art und Kunst, 1773) und bei Johann Wolfgang von Goethe (Rede zum Schäkespears Tag, 1771), auch bei dem zwar laienhaften, aber desto begeisterteren Ulrich Bräker (Etwas über William Shakespears Schauspiele von einem armen ungelehrten weltbürger, der das glück genoß, denselben zu lesen. Anno 1780); ebenso für die deutsche Romantik, vor allem bei August Wilhelm Schlegel (Wiener Vorlesungen über dramatische Kunst und Literatur 1809–1811) und für die Dramentheorie des 19. Jahrhunderts. Der im frühen 18. Jahrhundert einflussreiche Theoretiker Johann Christoph Gottsched, der dem französischen Klassizismus des 17. Jahrhunderts verpflichtet war und sich damit unter anderem an den drei Aristotelischen Einheiten der französischen Dramentheorie orientierte, hatte sich noch, wie Voltaire vor ihm, recht abfällig über Shakespeare geäußert. In der zweiten Jahrhunderthälfte aber wurde Shakespeare für die Dramentheoretiker der Spätaufklärung und des Sturm und Drang zum Prototyp des Genies und blieb im Urteil nicht nur der Theaterdichter unerreichter „Stern der höchsten Höhe“ (Goethe) bis in unsere Gegenwart.
Der Theaterprinzipal Abel Seyler und die Seylersche Schauspiel-Gesellschaft trugen in den 1770er Jahren wesentlich zur Popularität Shakespeares im deutschsprachigen Raum bei; Seyler hatte auch das große Verdienst an dem eigentlichen Einzug Shakespeares an dem am 2. November 1778 gegründeten Nationaltheater in Mannheim, das er als Gründungsdirektor führte.
Zu den Besonderheiten der deutschen Shakespeare-Rezeption seit der Romantik gehört die Auffassung, die Deutschen hätten eine besondere Affinität zu Shakespeare, sein Werk stehe der deutschen Seele näher als der englischen. Die Beschäftigung mit Shakespeare und die bis ins Politische reichende Popularisierung seines Werkes fand in der Deutschen Shakespeare-Gesellschaft, die im Jahr 1864 eher von Enthusiasten als von Fach-Philologen gegründet wurde, ihre institutionelle Verankerung. Sie ist die älteste Shakespeare-Gesellschaft der Welt und bedeutend älter als die englische. Anlässlich des 400. Geburtstags von Shakespeare hatten die Deutsche Shakespeare-Gesellschaft und das Institut für Theaterwissenschaft der Universität Köln eine Dokumentation zusammengetragen und unter dem Titel Shakespeare und das deutsche Theater in der Kunstgalerie Bochum und im Schloss Heidelberg ausgestellt.
Unübersehbar ist die Zahl der (oft eigens für einzelne Inszenierungen angefertigten) Eindeutschungen Shakespeares seit über 250 Jahren. Bekannte Übertragungen der Dramen sind die Ausgaben von Christoph Martin Wieland und von Johann Joachim Eschenburg (beide in Zürich erschienen) sowie von Gabriel Eckert (der die Wieland/Eschenburgischen Texte im sog. „Mannheimer Shakespeare“ revidierte), von Eduard Wilhelm Sievers, diejenige von Johann Heinrich Voß und seiner Söhne Heinrich und Abraham, die Schlegel-Tieck-Ausgabe (von August Wilhelm Schlegel, Wolf Heinrich Graf von Baudissin, Ludwig Tieck und dessen Tochter Dorothea Tieck) sowie in älterer Zeit die Übersetzungen einzelner Stücke von Friedrich Schiller oder Theodor Fontane, in neuerer Zeit die während der Weimarer Republik sehr populären, weil bühnentauglichen Fassungen von Hans Ludwig Rothe, die nach einem Goebbels-Erlass jedoch verboten wurden, sowie die umfangreiche Übersetzung (27 Stücke) von Erich Fried und die Gesamtübersetzung von Frank Günther. Neuere Übersetzungen einzelner Stücke, die Aufsehen erregten, waren zum Beispiel die von Thomas Brasch und Peter Handke.
In den letzten Jahren hat sich die Shakespeare-Übersetzertätigkeit wieder mehr auf die Sonette konzentriert, an denen sich bereits seit dem achtzehnten Jahrhundert viele Übersetzer versuchen.

### Sonstiges
Shakespeares Werk ist im Laufe der Jahrhunderte zu einer der ergiebigsten Quellen geflügelter Worte geworden, neben der Bibel und bspw. in der deutschen Sprache Goethe und Schiller.
Der Asteroid des äußeren Hauptgürtels (2985) Shakespeare ist nach ihm benannt.

## Filme über Shakespeare (Auswahl)
Neben zahlreichen Verfilmungen seiner Werke gibt es auch Filme über Shakespeare und sein Leben – meist fiktionale Aufarbeitungen seiner Biografie, Dramatisierungen oder Komödien wie Shakespeare in Love von 1998. In dieser Oscar-prämierten Liebeskomödie war Joseph Fiennes in der Titelrolle zu sehen. Eine romantische Komödie ist auch der spanische Film Miguel y William aus dem Jahr 2007, in dem es um ein fiktives Treffen des Dichters mit Miguel de Cervantes geht.
Bereits 1907 entstand mit Shakespeare Writing „Julius Caesar“ ein erster Kurzfilm, der gegenwärtig als verloren gelten muss.
In der 1999 veröffentlichten Komödie Blackadder: Back & Forth, der die Serie Blackadder fortsetzt, wird der Dichter von Colin Firth dargestellt. In der BBC-Produktion A Waste of Shame von 2005 wird eine Entstehungsgeschichte von Shakespeares Sonetten geschildert; Rupert Graves übernahm die Rolle des Dichters.
Roland Emmerichs Anonymus von 2011 ist ein historischer Thriller, bei dem es auch um die William-Shakespeare-Urheberschaft geht. Der Film betrachtet Edward de Vere, 17. Earl of Oxford als eigentlichen Autor von Shakespeares Werken. In Bill, einer abenteuerlichen Familienkomödie von 2015, hingegen arbeitet Regisseur Richard Bracewell das Leben Shakespeares in den sogenannten verlorenen Jahren auf. Die Hauptrolle spielte Mathew Baynton.
Kenneth Branagh, der als Regisseur selbst mehrere Shakespeare-Stücke verfilmt hat, drehte mit All Is True einen Film über die letzten Lebensjahre Shakespeares und übernahm darin auch die Hauptrolle.

## Ausgaben

### Old-Spelling-Ausgaben
- The First Folio of Shakespeare. The Norton Facsimile. Ed. by Charlton Hinman. Norton, New York 1969.
- The complete works of William Shakespeare. Hrsg. und mit einem Glossar versehen von W. J. Craig, London 1978.
- The Oxford Shakespeare. The Complete Works. Original Spelling Edition. Ed. by Stanley Wells, Gary Taylor, John Jowett, William Montgomery. Clarendon Press, Oxford 1987.

### Modernisierte Ausgaben
- The Arden Shakespeare. Complete Works. Revised edition. Ed. by Ann Thompson, David Scott Kastan, Richard Proudfoot. Thomson Learning, London 2001. (ohne die Anmerkungen der Arden-Einzelausgaben)
- The Oxford Shakespeare. The Complete Works. Second edition. Ed. by Stanley Wells, Gary Taylor, John Jowett, William Montgomery. Clarendon Press, Oxford 2005. (ohne Anmerkungen)
- The Norton Shakespeare. Based on the Oxford Edition. Second edition. Ed. by Stephen Greenblatt, Jane E. Howard, Katharine Eisaman Maus. Norton, New York 2008.

### Übersetzungen
- Shakespeare’s dramatische Werke. Neue Ausgabe in neun Bänden. Übersetzung von August Wilhelm Schlegel und Ludwig Tieck. Druck und Verlag von Georg Reimer, Berlin 1853 bis 1855.
- William Shakespeare: Dramen. Mit einem Nachwort und Anmerkungen von Anselm Schlösser, 2 Bände. Berlin/ Weimar 1987.
- William Shakespeare: Sämtliche Werke in vier Bänden. (Herausgegeben von Günther Klotz, Übersetzung von August Wilhelm Schlegel, Dorothea Tieck, Wolf Graf Baudissin und Günther Klotz, mit Anmerkungen des Herausgebers). Aufbau, Berlin 2000, ISBN 3-7466-2554-8.
- Shakespeare-Gesamtausgabe in 39 Bänden. Übersetzung von Frank Günther; bis 2020 erschienen: 38 Bände; die Sonette stehen aus. Ars vivendi Verlag, Cadolzburg.

### CD-ROM-Ausgabe
- Shakespeare, complete works, English & German, Schlegel/Tieck-Übersetzung (= Digitale Bibliothek. Band 61). Directmedia Publishing, Berlin 2004, ISBN 978-3-89853-461-1.